# فرمانروایان مقدس (انیمیشن)
فرمانروایان مقدس مجموعه انیمیشنی به کارگردانی امیرمحمد دهستانی است. این مجموعه ۲۳ قسمت دارد که به داستان‌های بنی‌اسرائیل می‌پردازد.

## اسامی تعدادی از قسمت‌ها
- سموئیل
- فرمانروایی طالوت
- نبرد داوود با جالوت
- فتح اورشلیم
- نبرد داوود با آرامیان
- سلیمان
- ملکهٔ سبا
- فرجام حکومت سلیمان